# Xã Lake City, Quận Craighead, Arkansas
Xã Lake City (tiếng Anh: Lake City Township) là một xã thuộc quận Craighead, tiểu bang Arkansas, Hoa Kỳ. Năm 2010, dân số của xã này là 2.271 người.